# توماس ماسامبا
توماس ماسامبا (بالسويدية: Thomas Massamba) مواليد 28 مارس 1985 في كينشاسا، هو لاعب كرة سلة سويدي. بدأ مسيرته الاحترافية في سنة 2005. يلعب مع سودرتاليا كينغ كلاعب هجوم خلفي. يحمل الرقم 88. يبلغ طوله 6 قدم 1 بوصة (1.9 م).

## المسيرة الاحترافية
لعب مع سودرتاليا كينغ من سنة 2008 إلى 2010، ثم لعب مع نادي أكاديميك لكرة السلة في موسم 2012–2013، ثم لعب مع نادي نيمبورك لكرة السلة في موسم 2013–2014، ثم لعب مع نادي بريشتينا لكرة السلة في سنة 2016، ثم لعب مع سودرتاليا كينغ في سنة 2016.

## روابط خارجية
- توماس ماسامبا على موقع الاتحاد الدولي لكرة السلة (الإنجليزية)
- توماس ماسامبا على موقع كرة السلة الأوروبية.كوم (الإنجليزية)
- توماس ماسامبا على موقع ريلجم (الإنجليزية)
- توماس ماسامبا على موقع بروبوليرز (الإنجليزية)
- توماس ماسامبا على موقع سبورتس رفرنس (الإنجليزية)